# Fresh Cream
Fresh Cream — дебютный студийный альбом британской рок-группы Cream, вышедший в декабре 1966 на независимом британском лейбле Reaction Records. Альбом достиг 6-го места в Великобритании и 39-го в США. Fresh Cream занимает 102-ю позицию в списке «500 величайших альбомов всех времён» по версии журнала Rolling Stone. По словами музыкального критика (Stephen Thomas Erlewine), значение этого альбома для развития рок-музыки трудно переоценить: «здесь Cream нащупывали свой путь вперед, создавая свой тяжелый психоделический джаз-блюз и, в процессе, открывая дверь для всех видов серьезной рок-музыки».

## Об альбоме
Группа Cream дебютировала летом 1966 года на Шестом ежегодном Виндзорском фестивале джаза и блюза. Имея на своём счету всего несколько оригинальных песен, участники Cream исполнили переработанные блюзовые композиции других авторов, которые взволновали большую толпу и заслужили тёплый прием. В октябре группе также представилась возможность сыграть с Джими Хендриксом, недавно приехавшим в Лондон.
В августе 1966 года был записан, а в октябре на лейбле Reaction Records вышел первый сингл группы «Wrapping Paper»/«Cat’s Squirrel». Первая песня, текст которой написал поэт и композитор Пит Браун, стала хитом и добралась до 34-го места в UK Singles Chart. В декабре 1966 года Cream выпустили второй сингл «I Feel Free»/«N.S.U.» (первая песня также была написана в соавторстве Питом Брауном). Практически одновременно со вторым синглом был выпущен первый долгоиграющий альбом под названием Fresh Cream, который был издан сразу в двух версиях: моно и стерео, в Великобритании на лейбле Reaction Records 9 декабря 1966 года, а в США на лейбле Atco Records в январе 1967 года. Альбом достиг #6 в UK Albums Chart и #39 в Billboard 200 (США), а сингл поднялся до #11 в UK Singles Chart в январе 1967..
Fresh Cream содержал как кавер-версии известных композиций (например, блюзовый стандарт «Rollin' and Tumblin'», песню «I’m So Glad» Скипа Джеймса и «Spoonful» Вилли Диксона), так и композиции, написанные самими участниками группы, такие, как «N.S.U.», «Toad», «I Feel Free». По словам Джека Брюса, открывающая альбом композиция «N.S.U.» была записана за одной из самых первых репетиций группы и её название — аббревиатура от «Non-Specific Urethritis» (венерическое заболевание), которым в то время был болен один из участников. Инструментальная композиция «Toad» стала результатом переработки более ранней композиции "Camels and Elephants", сочинённой Джинджером Бейкером и записанной группой Graham Bond Organisation, в которой он участвовал, в 1965.
В британской версии альбома отсутствовала композиция «I Feel Free» (изданная в виде сингла), но была в американской, в которой не было «Spoonful». Переиздание альбома на CD 2000 года содержит обе песни. Некоторые издания на CD содержат также два дополнительных трека «The Coffee Song» и «Wrapping Paper», которые были выпущены как синглы в Великобритании.

## Список композиций

### Оригинальное британское издание
1. «N.S.U.» (Брюс) — 2:43
2. «Sleepy Time Time» (Брюс / Годфри) — 4:20
3. «Dreaming» (Брюс) — 1:58
4. «Sweet Wine» (Бейкер / Годфри) — 3:17
5. «Spoonful» (Диксон) — 6:30
6. «Cat’s Squirrel» (народная, аранж. Сплердж) — 3:03
7. «Four Until Late» (Джонсон, аранж. Клэптон) — 2:07
8. «Rollin’ and Tumblin’» (Уотерс) — 4:42
9. «I’m So Glad» (Джеймс) — 3:57
10. «Toad» (Бейкер) — 5:11

### Оригинальное американское издание
1. «I Feel Free» (Брюс / Браун) — 2:51
2. «N.S.U.» (Брюс) — 2:43
3. «Sleepy Time Time» (Брюс / Годфри) — 4:20
4. «Dreaming» (Брюс) — 1:58
5. «Sweet Wine» (Бейкер / Годфри) — 3:17
6. «Cat’s Squirrel» (Народная, аранж. Сплердж) — 3:03
7. «Four Until Late» (Джонсон, аранж. Клэптон) — 2:07
8. «Rollin’ and Tumblin’» (Уотерс) — 4:42
9. «I’m So Glad» (Джеймс ) — 3:57
10. «Toad» (Бейкер) — 5:11

## Позиции в чартах
| Год  | Чарт       | Позиция |
| ---- | ---------- | ------- |
| 1968 | Pop Albums | 39      |

| Год  | Сингл         | Чарт        | Позиция |
| ---- | ------------- | ----------- | ------- |
| 1967 | «I Feel Free» | Pop Singles | 116     |

## Сертификации
| Регион                                                      | Сертификация | Продажи  |
| ----------------------------------------------------------- | ------------ | -------- |
| Австралия (ARIA)                                            | Золотой      | 35 000^  |
| Великобритания (BPI)                                        | Золотой      | 100 000^ |
| США (RIAA)                                                  | Золотой      | 500 000^ |
| ^ Данные о тиражах приведены только на основе сертификации. |              |          |

## Участники записи
- Эрик Клэптон — гитара, вокал
- Джек Брюс — вокал, бас-гитара, фортепиано, губная гармоника
- Джинджер Бейкер — ударные, перкуссия, вокал